# Noordijk
Noordijk est une localité des Pays-Bas rattachée à la commune de Berkelland.